# الدوري النمساوي 1999–2000
الدوري النمساوي الممتاز 1999–2000 (بالألمانية: Österreichische Fußballmeisterschaft 1999/2000)‏ هو الموسم 89 من  بوندسليغا النمسا لكرة القدم. أشرف على تنظيمه اتحاد النمسا لكرة القدم، وكان عدد الأندية المشاركة فيه  10، وفاز فيه نادي تيرول إنسبروك.